# 观察 (杂志)
《观察》是一份曾在中国影响巨大的周刊，主编是储安平，1946年9月1日创刊于上海，该刊物在1940年代成为中国自由主义知识分子的最重要论坛，曾被誉为“高级言论刊物”。1948年12月24日被中華民國政府查封，共出5卷18期。《觀察》是宣傳“第三條道路”的代表性刊物，是當時中國進步民主運動的一面重要旗幟。《觀察》的被查封，標誌著近代中國自由主義悲歌啼鳴至此，標誌著近代中國一些民主人士希望在中國實行民主共和國制度（被稱為第三條道路）的徹底破滅。

## 历史
《观察》的诞生与《客觀》的影响颇有关联，储安平回忆：“在《客观》出版的时候，我们获得各方面的鼓励。特别是许多前辈，他们都是自由思想而保持超然地位的学人，他们鼓励我们继续在这一方面努力。许多朋友和读者也一致惋惜《客观》的夭折，希望我们继续努力。在这种鼓励下，我们渐渐计划自己来办一个刊物——不仅刊物的立场、态度、水准等，能符合我们的理想，并且这个刊物机构在办事上也能多少贯彻我们的精神。”
1946年1月6日，在重庆召开了《观察》第一次发起人会议，决定了刊物的名称、缘起和征股简约。同年9月1日，在上海创刊，16开本，每期约6万字，作为时政性政论杂志，其主要内容是议论政事、宣传自由民主。 杂志封面的英文是：INDEPENDENCE（独立）、NON-PARTY（无党无派）、THE OBSERVER（观察）——这是《观察》的基本立场，“民主”、“自由”、“进步”、“理性”、“公平”、“独立”、“建设”、“客观”是该刊物的的“基本原则和主张”。
《观察》聚集了当时中国知识分子中最“星光灿烂”的一群人：曹禺、胡适、卞之琳、周子亚、宗白华、吴晗、季羡林、柳无忌、马寅初、梁实秋、冯友兰、傅雷、费孝通、朱自清、钱锺书等。《观察》是当时中国进步民主运动的一面重要旗帜，影响极大。
後来《观察》的发行量攀升至105000份，在全国许多地区（包括台湾）都有航空版。费孝通曾有言“《观察》及时提供了论坛，一时风行全国。现在五六十岁的知识分子很少不曾是《观察》的读者。”国民政府的不少高级官员，如孙科等，都是《观察》的读者。
《观察》多次登载批评国民政府的文章，比如1947年10月25日储安平撰文的《评蒲特立的偏私的、不健康的访华报道》。同时也同情学生运动，如发表的《大局浮动，学潮如火》。在《文匯報》、《新民晚报》和《联合晚报》被淞沪警备司令部查封後，储安平写下《论文汇·新民·联合三家报被封及大公报在这次学潮中所表示的态度》，对当局破坏言论自由表示不满和抗议。
1947年10月间，国统区物价飞涨，纸价上涨尤为严重，使得《观察》等期刊经营困难重重。同年10月24日，国民政府行政院临时议会通过《出版法修正草案》，欲以行政手段干预出版；储安平除邀请韩德培从政治、法律角度加以评析外，亲自撰写文章《评〈出版法修正草案〉》，从条文本身加以批评。
1948年7月，南京《新民报》遭到“永久停刊”处罚，一时间坊间传言《观察》也即将被封；对此储安平发表文章《政府利刃，指向〈观察〉》，对国民政府加紧言论管制表示不满。1948年12月，中華民國總統蒋中正亲自下令政府查封《观察》，并逮捕《观察》工作人员；12月24日，政府查封《观察》。这次查封的直接原因是当年11月27日《观察》刊出的军事通讯《徐淮战局的变化》，報道了國軍統帥部在徐蚌會戰中的戰術改變和新武器的大量使用，以及“分析陳布雷之死與翁文灝之拖”，蒋中正認為洩漏了軍事秘密，以致國軍大敗，下令追捕该文的特约记者。这就是中国近代史上著名的《观察》事件。此后，民主运动的先驱、五四运动领导人之一、救国会七君子之一王造时亲自出面，以自己的影响力给当局施压。王造时多方奔走，并于1949年2月亲自担保和营救了包括美术家朱宣咸在内的数位《观察》进步人士出狱。
1949年11月1日，由于胡乔木的支持，《观察》在北京复刊，改为半月刊，登载了许多歌颂新政权的文章。不久即于1950年5月停刊。
1950年，《观察》更名《新观察》，为文艺性的综合月刊，由中国作家协会领导，主编戈扬。

## 撰稿人
“撰稿人”是自《观察》创刊号起，一直列名于《观察》封面下方“撰稿人”栏内的一批人士的称谓。这是《观察》的一个特定称谓，不是每个给《观察》写过稿的人均为“撰稿人”。储安平在《辛勤·忍耐·向前——本刊的诞生·半年来的本刊》 一文中称：
我们拟了一张“拟约稿人名单”，分别函洽。函洽时，一共附去印件三件：一、缘起，二、拟约稿人名单，三、拟就之复信。函附“拟约稿人名单”的目的，乃在使收信人于考虑允任或不允任时，获得一种参考材料。拟就之复信，则请收信人在“遵约担任” 或“不克担任”上做一符号，可免另写复信之烦。但是我们认为单单这三种印件还不能表示我们的诚意，我们大都另外附有私人亲笔的函信，以最大的热忱，要求允诺，共同为国家的福利努力。拟约的撰稿人原不止于那张名单上的几十位，但因我们对于撰稿人负有赠阅刊物的义务，所以不能不竭力缩减。在那张拟就的名单上，有一小部分仍未发函，主要的原因是地址不明。允任撰稿人的意义是双重的，第一表示愿为本刊撰稿，第二表示至少在道义上支持这个刊物。接洽的许多先生中，只有一位先生复函“不克担任”，有8位先生迄无复信（各信托人转致，是否转到，不明）。其余大都函复“遵约担任”，并除寄回印就的复函外，另附私人函件，鼓励我们。有许多刊物常常不得到本人允诺就将其名字印在刊物上，作为“特约撰稿人”，我们深不以此种态度为然，故凡非确实函允担任者，我们未敢贸然将其姓名列出。我们不用“特约撰稿人”一词，一律称为“撰稿人”，目的在使本刊的撰稿人在精神上能和本刊发生更关切的感情。现以第一卷而论，封面所列70位撰稿人中，已有三分之二给本刊写过文章。
《观察》的“撰稿人”如下（依照《观察》每期封面上刊登的姓名排序）：
| 姓名   | 籍贯     | 生卒年份   | 中国毕业高校                                 | 留学国家                                                                                         | 专业                 | 1949年去向         | 1957年反右运动中 是否划为右派    |
| ------ | -------- | ---------- | -------------------------------------------- | ------------------------------------------------------------------------------------------------ | -------------------- | ------------------ | -------------------------------- |
| 卞之琳 | 江苏海门 | 1910－2000 | 北京大学                                     | 英国牛津大学（旅居研究员）                                                                       | 诗人                 | 大陆               | ——                               |
| 王芸生 | 天津静海 | 1901－1980 | ——                                           | ——                                                                                               | 新闻                 | 大陆               | ——                               |
| 王迅中 |          | ？－       | 清华大学                                     | 日本东京帝国大学（硕士）                                                                         | 政治学、历史学       | 大陆               | ——                               |
| 王赣愚 | 福建福州 | 1906－1997 | 清华大学                                     | 美国哈佛大学（硕士、博士）                                                                       | 政治学               | 大陆               | 右派                             |
| 伍启元 | 广东台山 | 1912－？   | 沪江大学 清华大学研究院（硕士）              | 英国伦敦政治经济学院（博士）                                                                     | 经济学               | 美国               | ——                               |
| 任鸿隽 | 浙江吴兴 | 1886－1961 | 中国公学                                     | 日本东京高等工业学校 美国康奈尔大学 美国哥伦比亚大学（硕士）                                     | 化学                 | 大陆               | ——                               |
| 吕复   | 河北涿鹿 | 1879－1955 | ——                                           | 日本早稻田大学预科 日本明治大学                                                                  | 法学、社会学         | 大陆               | ——                               |
| 何永佶 | 广东番禺 | 1902－？   | 清华学校                                     | 美国哈佛大学（博士）                                                                             | 政治学               | 大陆               | ——                               |
| 沈有乾 | 江苏吴县 | 1899－？   | 清华学校                                     | 美国斯坦福大学（博士）                                                                           | 哲学                 | 美国               | ——                               |
| 吴世昌 | 浙江宁海 | 1908－1986 | 南开大学预科 燕京大学 哈佛燕京学社国学研究所 | 英国牛津大学（硕士，并讲学）                                                                     | 古典文学             | 英国，1962年回大陆 | ——                               |
| 吴恩裕 | 辽宁沈阳 | 1909－1979 | 清华大学                                     | 英国伦敦政治经济学院（博士）                                                                     | 政治学               | 大陆               | ——                               |
| 吴泽霖 | 江苏常熟 | 1898－1990 | 清华学校                                     | 美国威斯康星大学 美国密苏里大学（硕士） 美国俄亥俄大学（博士）                                   | 社会学、民族学       | 大陆               | 右派                             |
| 李纯青 | 台湾台北 | 1908－1990 | 集美师范学校 大陆大学 中央政治学校           | 日本日本大学                                                                                     | 新闻                 | 大陆               | ——                               |
| 李浩培 | 上海     | 1906－1997 | 东吴大学（硕士）                             | 英国伦敦政治经济学院（研究）                                                                     | 国际法               | 大陆               | ——                               |
| 李广田 | 山东邹平 | 1906－1968 | 北京大学                                     | ——                                                                                               | 文学                 | 大陆               | （1959年被打成“右倾机会主义者”） |
| 沙学浚 | 江苏泰州 | 1907－1998 | 金陵大學 国立中央大学                        | 德国莱比锡大学 德国柏林大学（博士）                                                              | 政治地理学           | 台湾               | ——                               |
| 周子亚 | 浙江杭州 | 1911－？   | 中央政治学校大学部                           | 德国柏林大学（Diploma）                                                                          | 国际法               | 大陆               | ——                               |
| 周东郊 | 辽宁沈阳 | 1906－1978 | 东北大学（勒令退学）                         | ——                                                                                               | （原中国共产党官员） | 大陆               | ——                               |
| 宗白华 | 江苏常熟 | 1897－1986 | 同济医工学堂                                 | 德国法兰克福大学 德国柏林大学                                                                    | 美学                 | 大陆               | ——                               |
| 季羡林 | 山东临清 | 1911－2009 | 清华大学                                     | 德国哥廷根大学（博士）                                                                           | 语言学               | 大陆               | ——                               |
| 胡适   | 安徽绩溪 | 1891－1962 | 清华大学                                     | 美国康奈尔大学 美国哥倫比亞大學（博士）                                                          | 文学                 | 美国，1958年到台湾 | ——                               |
| 胡先骕 | 江西新建 | 1894－1968 | 清华大学                                     | 美国加利福尼亚大学 美国哈佛大学（硕士、博士）                                                    | 植物学               | 大陆               | ——                               |
| 柳无忌 | 江苏吴江 | 1907－2002 | 清华学校                                     | 美国耶鲁大学（博士）                                                                             | 文学                 | 美国               | ——                               |
| 徐盈   | 山东德州 | 1912－1996 | 金陵大学                                     | ——                                                                                               | 新闻                 | 大陆               | 右派                             |
| 孙克宽 |          |            |                                              |                                                                                                  |                      |                    |                                  |
| 马寅初 | 浙江绍兴 | 1882－1982 | 北洋大学                                     | 美国耶鲁大学（硕士） 美国哥伦比亚大学博士                                                        | 经济学               | 大陆               | ——                               |
| 高觉敷 | 浙江温州 | 1896－1993 | 北京高等师范学校 香港大学                    | ——                                                                                               | 心理学               | 大陆               | 右派                             |
| 许君远 | 河北安国 | 1902－1962 | 北京大学                                     | ——                                                                                               | 文学、新闻           | 大陆               | 右派                             |
| 许德珩 | 江西九江 | 1890－1990 | 北京大学                                     | 法国（留法勤工俭学）                                                                             | 政治学               | 大陆               | ——                               |
| 陈之迈 | 广东番禺 | 1908－1978 | 清华大学                                     | 美国俄亥俄大学 美国哥伦比亚大学（博士）                                                          | 政治                 | 美国               | ——                               |
| 陈友松 | 湖北京山 | 1899－1992 | 博文书院                                     | 马尼拉师范专科学校 菲律宾大学 美国加利福尼亚大学 美国斯坦福大学（硕士） 美国哥伦比亚大学（博士） | 教育学               | 大陆               | 右派                             |
| 陈衡哲 | 湖南衡山 | 1893－1976 | 清华学堂                                     | 美国瓦萨学院 美国芝加哥大学（硕士）                                                              | 文学                 | 大陆               | ——                               |
| 陈瘦竹 | 江苏无锡 | 1909－1990 | 武汉大学                                     | ——                                                                                               | 戏剧文学             | 大陆               | ——                               |
| 陈维稷 | 安徽青阳 | 1902－1984 | 复旦大学                                     | 英国利兹大学                                                                                     | 纺织                 | 大陆               | ——                               |
| 夏炎德 | 上海     | 1911－     | 暨南大学                                     | 英国伦敦政治经济学院                                                                             | 经济学               | 大陆               | ——                               |
| 曹禺   | 天津     | 1910－1996 | 清华大学                                     | ——                                                                                               | 戏剧                 | 大陆               | ——                               |
| 梁实秋 | 北京     | 1903－1987 | 清华学校                                     | 美国科罗拉多学院 美国哈佛大学（博士）                                                            | 文学                 | 台湾               | ——                               |
| 张印堂 | 山东泰安 | 1903－1991 | 燕京大学                                     | 英国利物浦大学（硕士）                                                                           | 地理学               | 美国               | ——                               |
| 张沅长 | 上海     | 1905－？   | 复旦大学                                     | 美国约翰·霍普金斯大学                                                                            | 文学                 | 台湾               | ——                               |
| 张忠绂 | 湖北武昌 | 1901－1977 | 清华学校                                     | 美国约翰·霍普金斯大学                                                                            | 政治学               | 美国               | ——                               |
| 张德昌 | 河南林县 | ？－       | 清华大学研究院（硕士）                       | 英国伦敦                                                                                         | 经济史学             | 香港               | ——                               |
| 笪移今 | 江苏句容 | 1909－1998 | ——                                           | ——                                                                                               | 经济学               | 大陆               | ——                               |
| 黄正铭 | 浙江海宁 | 1901－1975 | 东南大学                                     | 英国伦敦政治经济学院（博士）                                                                     | 政治学               | 台湾               | ——                               |
| 郭有守 | 四川资中 | 1901－1977 | 北京大学                                     | 法国巴黎大学                                                                                     | （中华民国外交官）   | 法国，1966年回大陆 | ——                               |
| 章靳以 | 天津     | 1909－1959 | 复旦大学                                     | ——                                                                                               | 文学                 | 大陆               | ——                               |
| 冯至   | 湖北涿州 | 1905－1993 | 北京大学                                     | 德国海德堡大学 德国柏林大学 德国海德堡大学（博士）                                               | 哲学                 | 大陆               | ——                               |
| 冯友兰 | 河南唐河 | 1895－1990 | 中國公學大學預科 北京大学                    | 美国哥倫比亞大學（博士）                                                                         | 哲学                 | 大陆               | ——                               |
| 程希孟 | 江西南城 | 1901－1976 | 北京高等师范学校                             | 美国威斯康星大学 美国哥伦比亚大学 英国伦敦政治经济学院                                           | 经济学               | 美国，1950年回大陆 | ——                               |
| 曾昭抡 | 湖南湘乡 | 1899－1967 | 清华学校                                     | 美国麻省理工学院（博士）                                                                         | 化学                 | 大陆               | 右派                             |
| 傅雷   | 上海南汇 | 1908－1967 | 持志大学                                     | 法国巴黎大学                                                                                     | 文学                 | 大陆               | 右派                             |
| 傅斯年 | 山东聊城 | 1896－1950 | 北京大学                                     | 英国伦敦大学学院 德国柏林大學                                                                    | 历史学               | 台湾               | ——                               |
| 费孝通 | 江苏吴江 | 1910－2005 | 燕京大学 清华大学研究院（硕士）              | 英国伦敦政治经济学院（博士）                                                                     | 社会学               | 大陆               | 右派                             |
| 杨刚   | 湖北沔阳 | 1905－1957 | 燕京大学                                     | 美国拉德克利夫学院                                                                               | 新闻                 | 大陆               |                                  |
| 杨绛   | 江苏无锡 | 1911－     | 东吴大学 清华大学研究院（硕士）              | 英国牛津大学 法国巴黎大学                                                                        | 文学                 | 大陆               | ——                               |
| 杨人楩 | 湖南澧陵 | 1903－1973 | 北京师范大学                                 | 英国牛津大学奥里尔学院                                                                           | 历史学               | 大陆               | ——                               |
| 杨西孟 | 四川江津 | 1900－     | 北京大学                                     | 美国                                                                                             | 经济学               | 大陆               |                                  |
| 叶公超 | 广东番禺 | 1904－1981 | 清华大学                                     | 美国贝兹学院 美国安默斯特学院 英国剑桥大学（硕士）                                               | （中华民国外交官）   | 台湾               | ——                               |
| 雷海宗 | 河北永清 | 1902－1962 | 清华学校                                     | 美国芝加哥大学（博士）                                                                           | 世界史               | 大陆               | 右派                             |
| 赵家璧 | 江苏松江 | 1908－1997 | 光华大学                                     | ——                                                                                               | 编辑                 | 大陆               | ——                               |
| 赵超构 | 浙江瑞安 | 1910－1992 | 中国公学                                     | ——                                                                                               | 新闻                 | 大陆               | ——                               |
| 潘光旦 | 江苏宝山 | 1899－1967 | 清华学校                                     | 美国达特茅斯学院 美国哥伦比亚大学（硕士）                                                        | 社会学               | 大陆               | 右派                             |
| 蔡维藩 | 江苏南京 | 1898－1971 | 金陵大学                                     | 美国伊利诺伊大学（硕士）                                                                         | 世界史               | 大陆               | ——                               |
| 刘大杰 | 湖南岳阳 | 1904－1977 | 武昌师范大学                                 | 日本早稻田大学                                                                                   | 文学                 | 大陆               | ——                               |
| 楼邦彦 | 浙江鄞县 | 1912－1979 | 清华大学                                     | 英国伦敦政治经济学院                                                                             | 法学                 | 大陆               | 右派                             |
| 钱能欣 | 浙江湖州 | 1917－     | 北京大学                                     | 法国                                                                                             | 国际问题             | 大陆               |                                  |
| 钱清廉 |          |            |                                              |                                                                                                  |                      |                    |                                  |
| 钱歌川 | 湖南湘潭 | 1903－1990 | 日本的大学                                   | 英国                                                                                             | 文学                 | 美国               | ——                               |
| 钱端升 | 上海     | 1900－1990 | 清华大学                                     | 美国                                                                                             | 政治学               | 大陆               | 右派                             |
| 钱锺书 | 江苏无锡 | 1910－1998 | 清华大学                                     | 英国                                                                                             | 文学                 | 大陆               | ——                               |
| 鲍觉民 | 安徽巢县 | 1909－     | 中央大学                                     | 英国                                                                                             | 经济地理学           | 大陆               |                                  |
| 戴文赛 | 福建漳州 | 1911－1979 | 燕京大学                                     | 英国                                                                                             | 天文学               | 大陆               |                                  |
| 戴世光 | 天津     | 1908－     | 清华大学                                     | 美国                                                                                             | 统计学               | 大陆               |                                  |
| 戴镛龄 | 江苏镇江 | 1913－     |                                              | 英国                                                                                             | 外国文学             | 大陆               |                                  |
| 韩德培 | 江苏如皋 | 1911－2009 | 东南中央大学                                 | 美国、加拿大                                                                                     | 法学                 | 大陆               | 右派                             |
| 萧乾   | 北京     | 1910－1999 | 燕京大学                                     | 英国                                                                                             | 文学                 | 大陆               | 右派                             |
| 萧公权 | 江西泰和 | 1897－1981 | 清华大学                                     | 美国                                                                                             | 政治学               | 台湾               |                                  |
| 顾翊群 | 江苏淮安 | 1900－     | 北京大学                                     | 美国                                                                                             | 经济学               | 台湾               |                                  |

## 观察丛书
另外，与《观察》周刊同期发行有观察丛书，共16种：
1. 张东荪，《民主主义与社会主义》
2. 潘光旦，《政学罪言》
3. 吴恩裕，《唯物史观精义》
4. 费孝通，《乡土中国》
5. 吴世昌，《中国文化与现代化》
6. 储安平，《英人·法人·中国人》
7. 朱自清，《论雅俗共贪》
8. 何永信，《中国在戥星上》
9. 费孝通，《乡土重建》
10. 萧乾，《红毛长谈》
11. 樊弘，《两条路》
12. 费孝通、吴晗等，《皇权与绅权》
13. 王力，《龙虫并雕斋琐语》
14. 周东郊，《新疆十年》
15. 潘光旦，《优生原理》
16. 储安平，《英国采风录》

### 引用
1. 1 2  储安平：《辛勤·忍耐·向前——本刊的诞生·半年来的本刊》，《观察》第一卷24期，1947年2月8日
2. ↑  . 爱思想.   [2021-06-28]. （原始内容存档于2021-06-28）.
3. ↑  李偉. . 秀威出版. 2010-03-01: 39  [2021-06-28]. ISBN 978-986-221-404-6. （原始内容存档于2021-06-28）.
4. ↑  蔡曉濱. . 秀威出版. 2011年: 299–300  [2021-06-28]. ISBN 978-986-221-640-8. （原始内容存档于2021-06-28）.
5. ↑  .   [2009-06-19]. （原始内容存档于2020-12-26）.
6. ↑  陳永忠，儲安平生平與思想研究──國共不容的知識份子，秀威資訊科技股份有限公司，2009年，第123-128页